# Полянський ВТТ

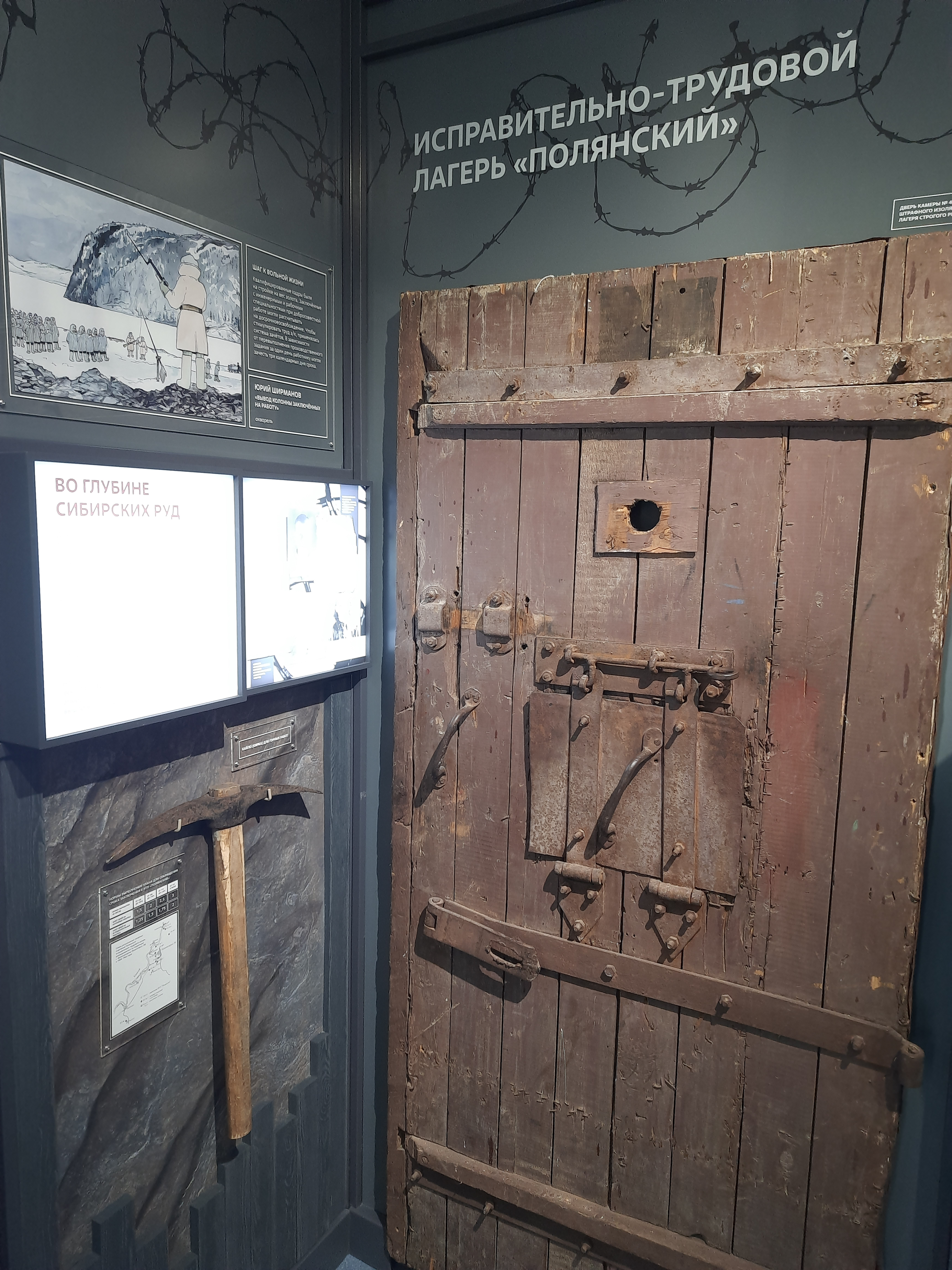
Експозиція, присвячена табору, у музеї Желєзногорська

Полянський ВТТ (рос. ПОЛЯНСКИЙ ИТЛ, Полянлаг) — підрозділ, що діяв в системі виправно-трудових установ СРСР.
Організований 14.05.53 (перейменований з ВТТ Будівництва залізних рудників);
на 01.01.60 — діючий.

## Підпорядкування і дислокація
- ГУЛАГ МЮ з 14.05.53;
- ГУЛАГ МВД з 28.01.54;
- Главпромстрой з 03.02.55;
- ГУЛАГ МВД з 1955 ;
- МВД РСФСР з 01.12.57.

Дислокація: м. Красноярськ, п/я ДФ-9.

## Виконувані роботи
- буд-во об'єктів 980 і 970,
- гірські роботи комб. 815 МСМ,
- буд-во житла, школи, лікарняного містечка комб. 815,
- МТС, ДОК,
- виробництво збірних ЗБК,
- лісозаготівлі,
- підсобні с/г роботи,
- робота в авторем. майстерні і на цегел. з-ді

## Чисельність ув'язнених
- 15.05.53 — 16 099;
- 01.01.54 — 11 6572,
- 01.01.55 — 84793,
- 01.01.56 — 7454,
- 01.01.57 — 7914,
- 01.01.58 — 9577,
- 01.01.59 — 9047,
- 01.01.60 — 5496.